# Haplota
Haplota is een monotypisch geslacht van mosdiertjes uit de  familie van de Hippothoidae. De wetenschappelijke naam ervan is in 1940 voor het eerst geldig gepubliceerd door Marcus.

## Soort
- Haplota clavata (Hincks, 1857)